# Flora

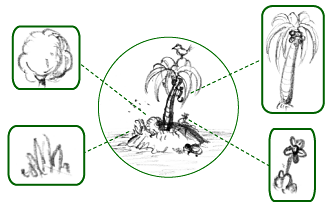
Flora

La flora di un territorio o di un paesaggio consiste in una lista di specie vegetali, frutto del censimento, della descrizione e della classificazione quanto più possibile completa delle specie vegetali presenti sul territorio stesso.

## Caratteristiche
Lo studio della flora è un settore della botanica, denominato "floristica", ed è preliminare e complementare allo studio della vegetazione, denominato fitogeografia o "geobotanica", che descrive i popolamenti vegetali presenti in una determinata località e condizione ambientale ed ecologica, studiati dal punto di vista floristico (le specie presenti), dal punto di vista quantitativo (frequenza relativa delle varie specie nel popolamento oggetto di studio), nonché sotto il profilo relazionale-ecologico che definisce forme consociative strutturali e funzionali.
I trattati di floristica elencano le specie vegetali di una determinata area geografica (nazione, regione, provincia) e le descrivono, consentendone il riconoscimento (detto "determinazione"), in genere mediante l'uso di chiavi dicotomiche. Un altro strumento utilizzato per descrivere i rapporti fra la flora e il luogo è l'atlante corologico, che rappresenta la documentata presenza di ognuna delle specie in tutti i punti del territorio, suddiviso in un reticolo a maglie regolari. La floristica si avvale dello strumento, antico ma insuperato, dell'erbario, ossia della raccolta di esemplari vegetali essiccati e compressi, dopodiché opportunamente catalogati e conservati.